# 61

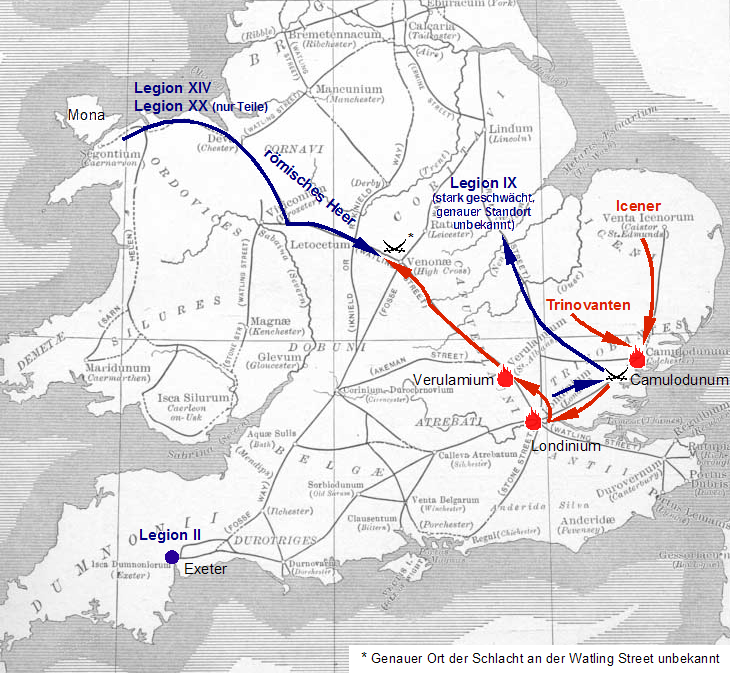
De opstand van Boudicca.

Het jaar 61 is het 61e jaar in de 1e eeuw volgens de christelijke jaartelling.

## Gebeurtenissen

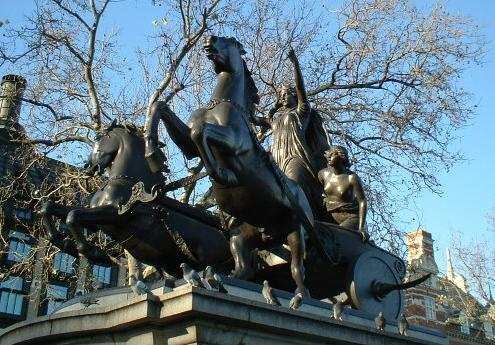
Standbeeld van Boudicca met haar dochters in een strijdwagen terwijl de koningin haar troepen toespreekt voor de veldslag

### Brittannië
- De Britten onder leiding van Boudicca plunderen Verulamium (St Albans) en steken de stad in brand. Romeinse burgers slaan op de vlucht en worden afgeslacht.
- Slag bij Watling Street: Het Romeinse leger (Legio XIIII Gemina en Legio XX Valeria Victrix) onder bevel van Suetonius Paulinus, verslaat een overmacht van opstandige Kelten. Tijdens de veldslag weten de legionairs een frontale aanval van Keltische strijdwagens af te slaan. Boudicca wordt verslagen en pleegt zelfmoord door vergif in te nemen.
- Na de verwoesting wordt Londinium (huidige Londen) volgens Romeins plan herbouwd. In de stad vestigt men een badhuis, forum en tempel.

## Overleden
- Boudicca, Keltisch koningin van de Iceni (Groot-Brittannië)
- Publius Memmius Regulus, Romeins politicus en senator